# Mansa tuberculata
Mansa tuberculata är en stekelart som först beskrevs av Cameron 1902.  Mansa tuberculata ingår i släktet Mansa och familjen brokparasitsteklar. Inga underarter finns listade i Catalogue of Life.